# Gynoplistia biroana
Gynoplistia biroana är en tvåvingeart som beskrevs av Alexander 1934. Gynoplistia biroana ingår i släktet Gynoplistia och familjen småharkrankar. Inga underarter finns listade i Catalogue of Life.